# Volby prezidenta USA 2008

Konečné výsledky:
státy v nichž vyhrál Obama (28+1)
státy v nichž vyhrál McCain (22)

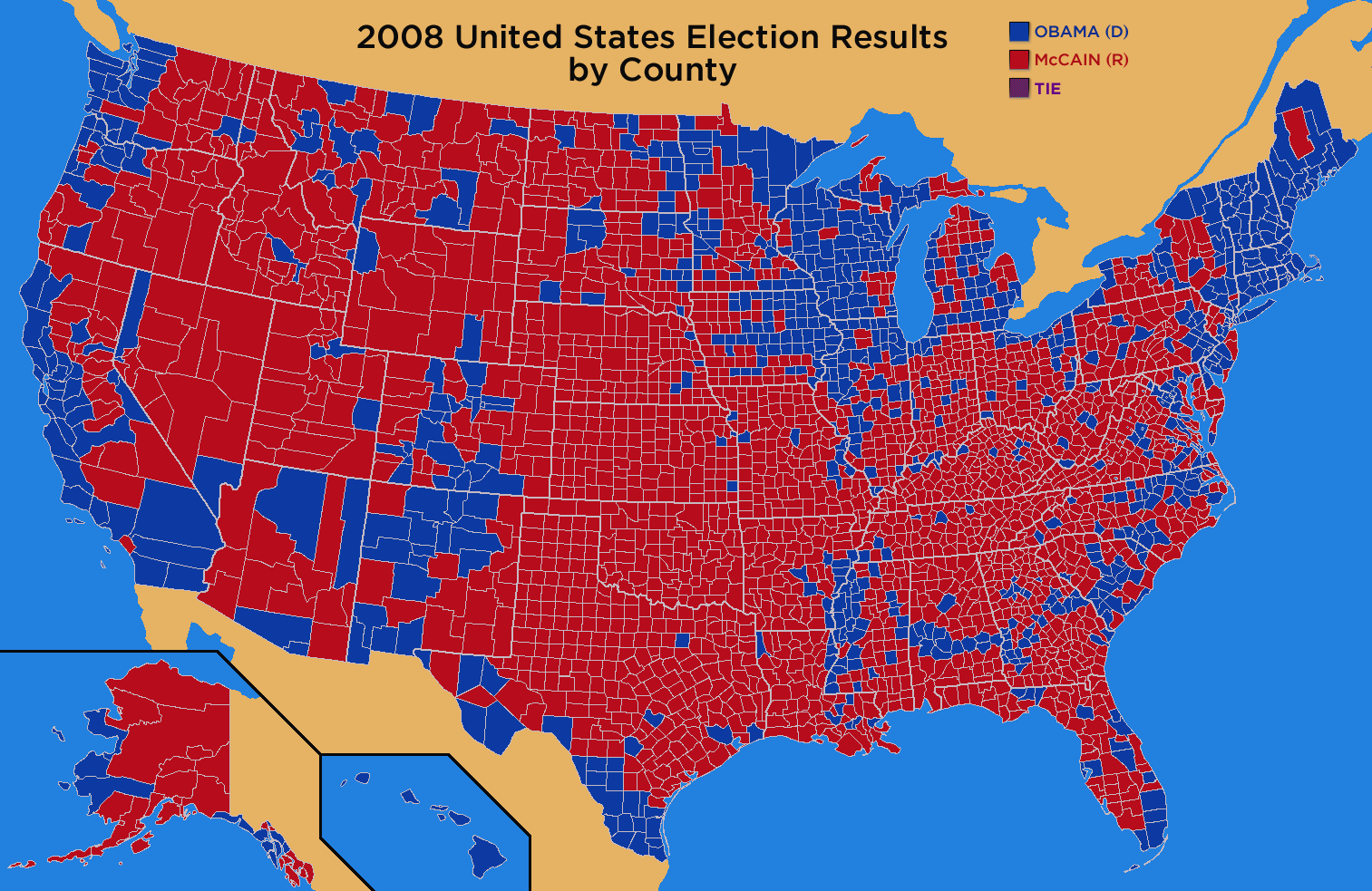
Výsledky voleb dle okresů

Volby prezidenta USA v roce 2008 se odehrály 4. listopadu 2008 jako 56. prezidentské volby v USA. Hlavními kandidáty byli Demokrat Barack Obama a Republikán John McCain. Zvítězil Barack Obama, který získal 52,92 % hlasů (John McCain 45,67 %) a 365 z 538 volitelů (John McCain 173).
Barack Obama složil přísahu 20. ledna 2009 jako 44. prezident USA a stal se tak prvním Afroameričanem v úřadu.

## Nominace

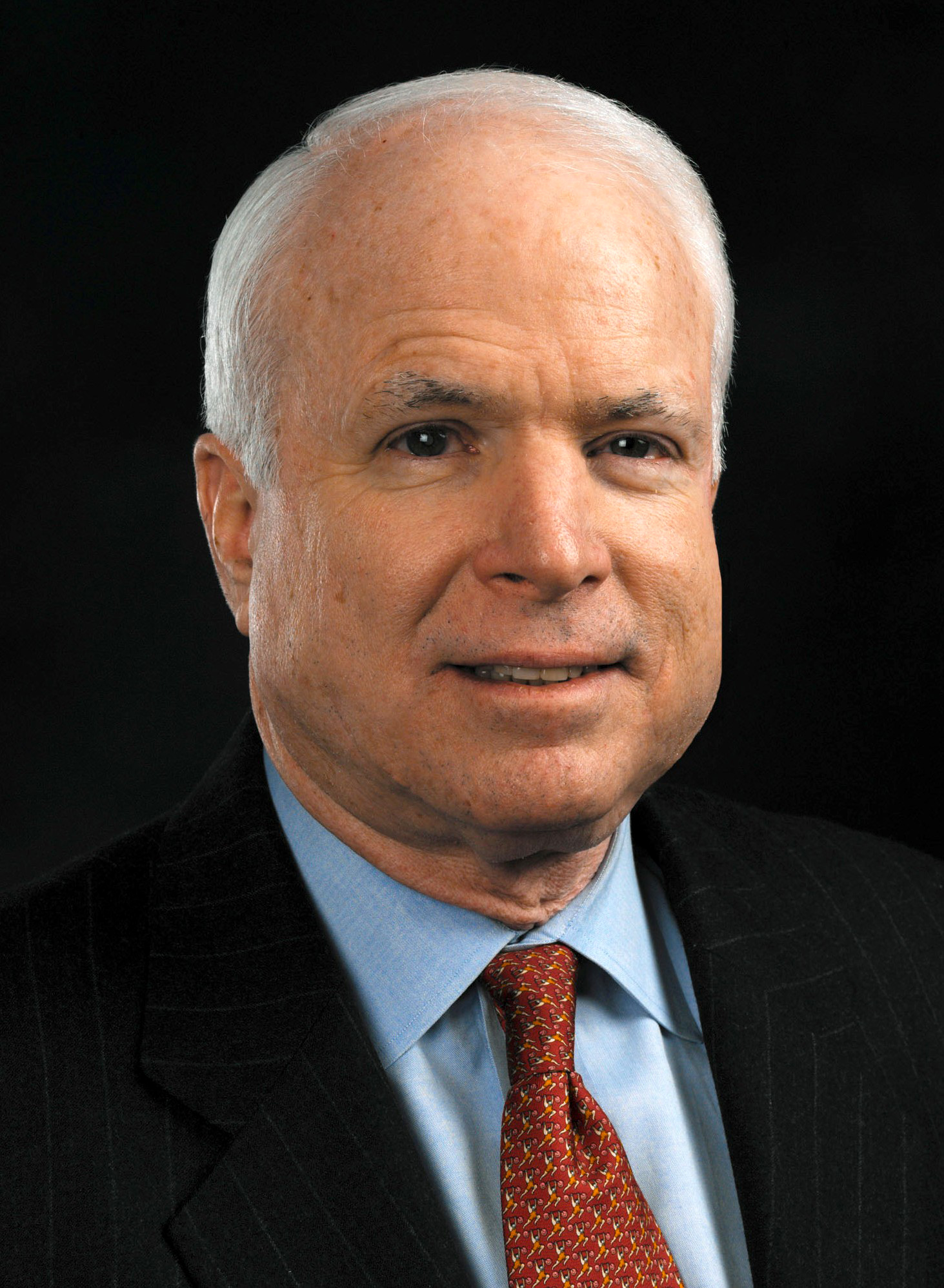
John McCain, kandidát Republikánské strany

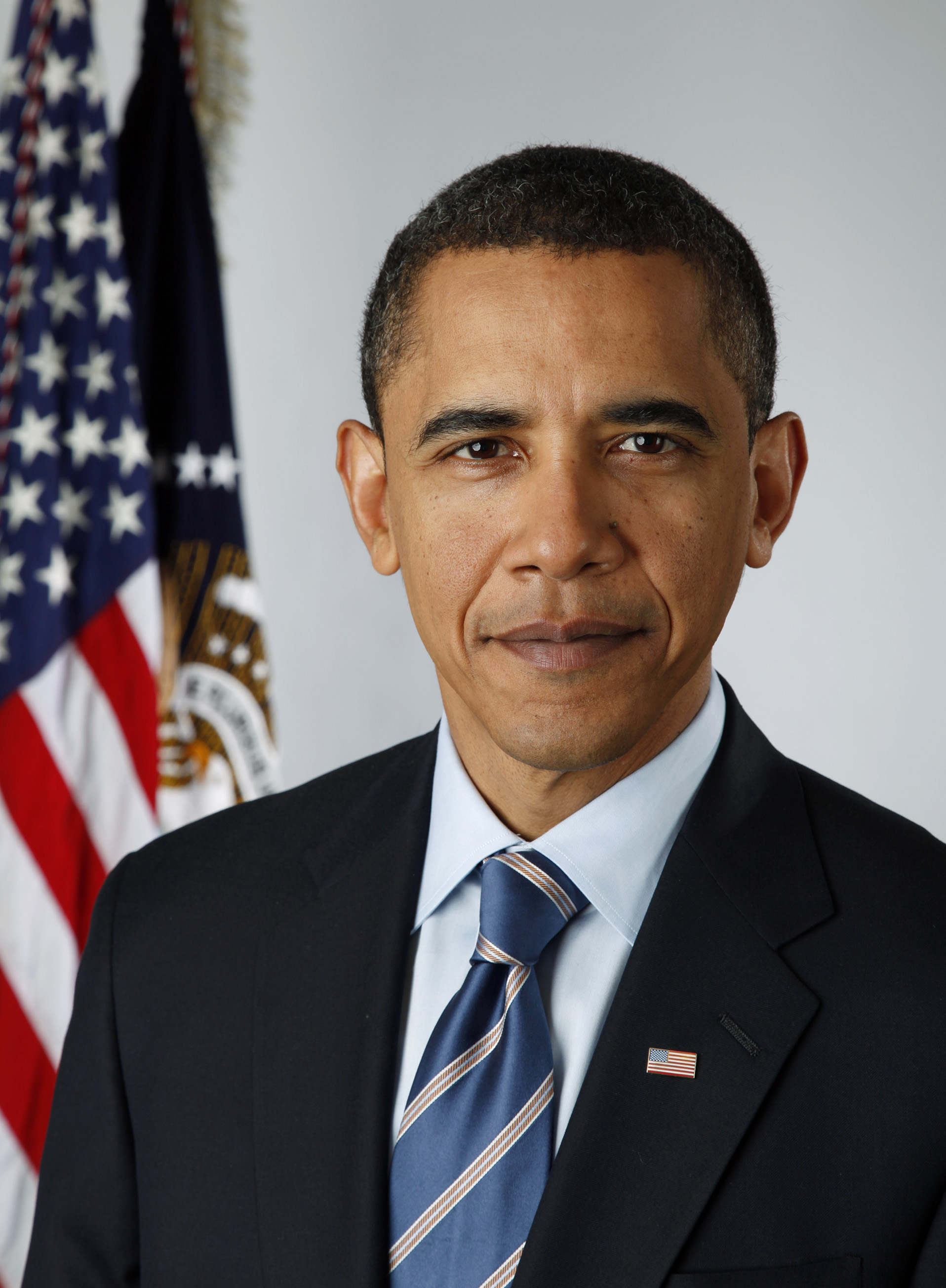
Barack Obama, kandidát Demokratické strany

### Republikánská strana

#### Nominováni
- John McCain, senátor za stát Arizona a neúspěšný kandidát v roce 2000
  - na úřad viceprezidentky: Sarah Palin, guvernérka státu Aljaška

#### Bez nominace
- Mitt Romney, bývalý guvernér státu Massachusetts
- Mike Huckabee, bývalý guvernér státu Arkansas
- Rudy Giuliani, bývalý starosta města New York
- Ron Paul, člen Sněmovny reprezentantů za stát Texas
- Fred Thompson, bývalý senátor za stát Tennessee
- Duncan Hunter, člen Sněmovny reprezentantů za stát Kalifornie
- Tom Tancredo, člen Sněmovny reprezentantů za stát Colorado

### Demokratická strana

#### Nominováni
- Barack Obama, senátor za stát Illinois
  - na úřad viceprezidenta: Joe Biden, senátor za stát Delaware

#### Bez nominace
- Hillary Clintonová, senátorka za stát New York
- John Edwards, bývalý senátor za stát Severní Karolína a neúspěšný kandidát na post viceprezidenta v roce 2004
- Bill Richardson, guvernér Nového Mexika
- Dennis Kucinich, člen Sněmovny reprezentantů za stát Ohio
- Joe Biden, senátor za stát Delaware
- Mike Gravel, bývalý senátor za stát Aljaška
- Christopher Dodd, senátor za stát Connecticut
- Tom Vilsack, bývalý guvernér Iowy
- Evan Bayh, senátor za stát Indiana

Podle XXII. dodatku tehdejší prezident George W. Bush nemohl kandidovat ve třetím volebním období.

### Další kandidáti

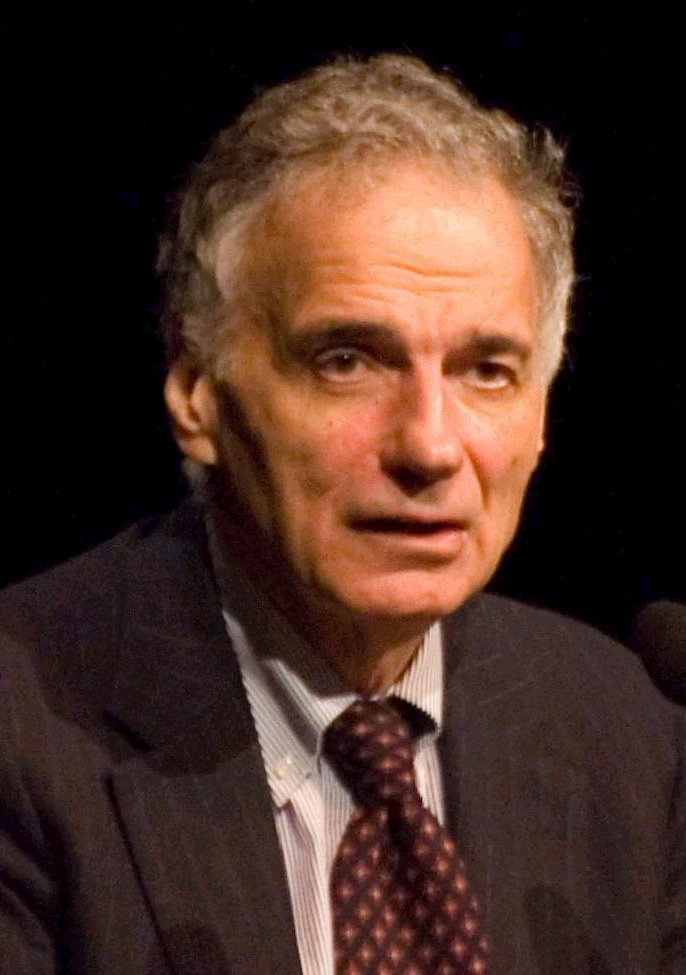
Ralph Nader

Ve všech 50 státech (a District of Columbia) kandidovali jen John McCain a Barack Obama.
Další kandidáti kandidovali jen v některých státech:
- nezávislý kandidát v 46 státech:
  - Ralph Nader, neúspěšný kandidát na prezidenta v letech 2004, 2000 a 1996
- za Libertariánskou stranu v 45 státech:
  - Bob Barr, bývalý člen Sněmovny reprezentantů za Georgii
- za Konstituční stranu v 37 státech:
  - Chuck Baldwin, neúspěšný kandidát na viceprezidenta v roce 2004
- za Zelené v 32 státech:
  - Cynthia McKinney, bývalá členka Sněmovny reprezentantů za Georgii
- a dalších 251 kandidátů [2]

## Výsledky voleb

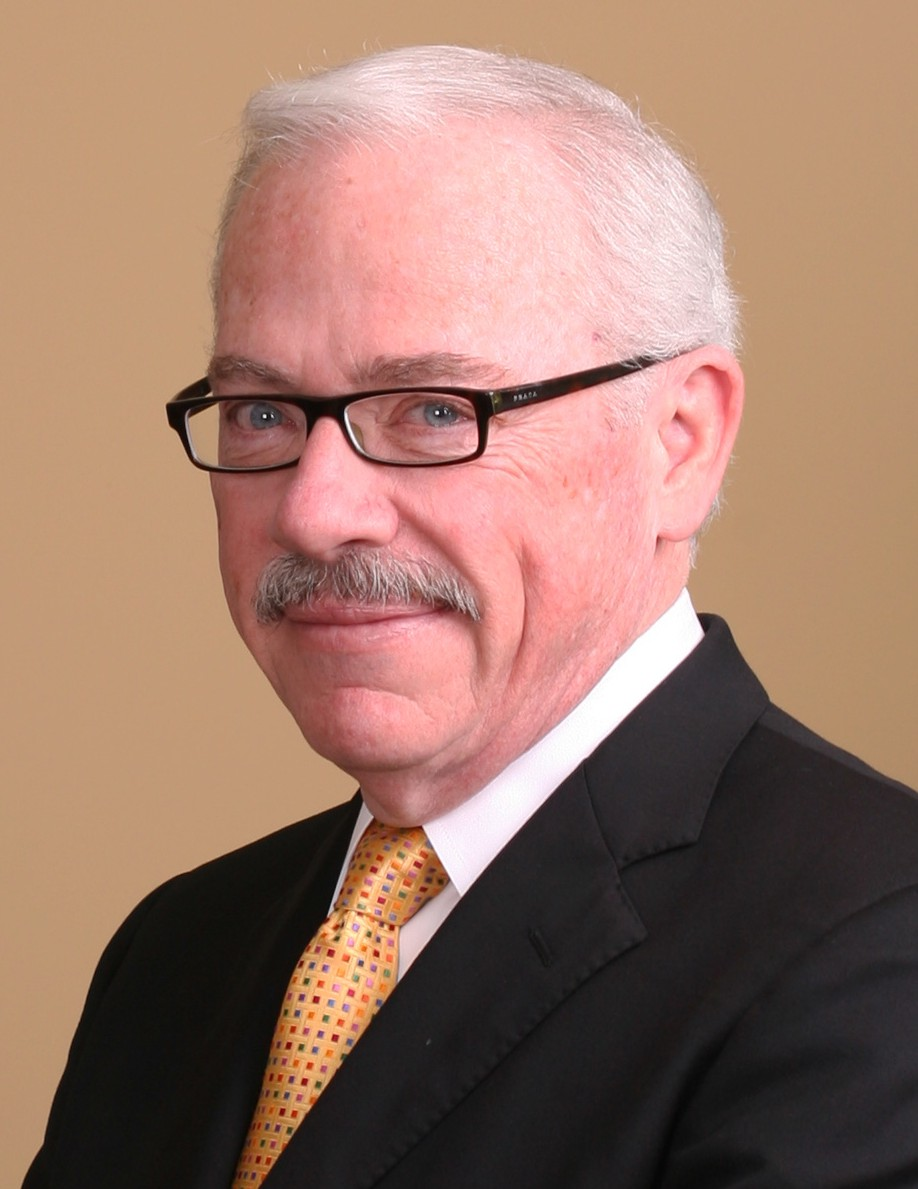
Bob Barr

| Kandidát            | Strana              | Domácí stát         | Voličů              | Voličů              | Počet volitelů | Spolukandidát       | Domácí stát         | Počet volitelů |
| Kandidát            | Strana              | Domácí stát         | Počet               | Podíl               | Počet volitelů | Spolukandidát       | Domácí stát         | Počet volitelů |
| ------------------- | ------------------- | ------------------- | ------------------- | ------------------- | -------------- | ------------------- | ------------------- | -------------- |
| Barack Obama        | Demokrat            | Illinois            | 69 456 897          | 52,92 %             | 365            | Joe Biden           | Delaware            | 365            |
| John McCain         | Republikán          | Arizona             | 59 934 814          | 45,67 %             | 173            | Sarah Palin         | Aljaška             | 173            |
| Ralph Nader         | nezávislý           | Connecticut         | 736 804             | 0,56 %              | 0              |                     |                     |                |
| Bob Barr            | Libertarián         | Georgie             | 524                 | 0,40 %              | 0              |                     |                     |                |
| Chuck Baldwin       | Konstituční strana  | Florida             | 196 461             | 0,15 %              | 0              |                     |                     |                |
| Cynthia McKinney    | Zelení              | Georgie             | 161 195             | 0,12 %              | 0              |                     |                     |                |
| ostatní             | —                   | —                   | 226 908             | 0,17 %              | 0              |                     |                     |                |
| Celkem              | Celkem              | Celkem              | 131 237 603         | 100 %               | 538            | Celkem              | Celkem              | 538            |
| Potřebných na výhru | Potřebných na výhru | Potřebných na výhru | Potřebných na výhru | Potřebných na výhru | 270            | Potřebných na výhru | Potřebných na výhru | 270            |

### Konečné výsledky
Barack Obama zvítězil ve 28 státech unie a v District of Columbia a získal jeden distrikt v Nebrasce, jeho soupeř John McCain vyhrál ve 22 státech Unie. 

### Nejtěsnější procentuální výsledky

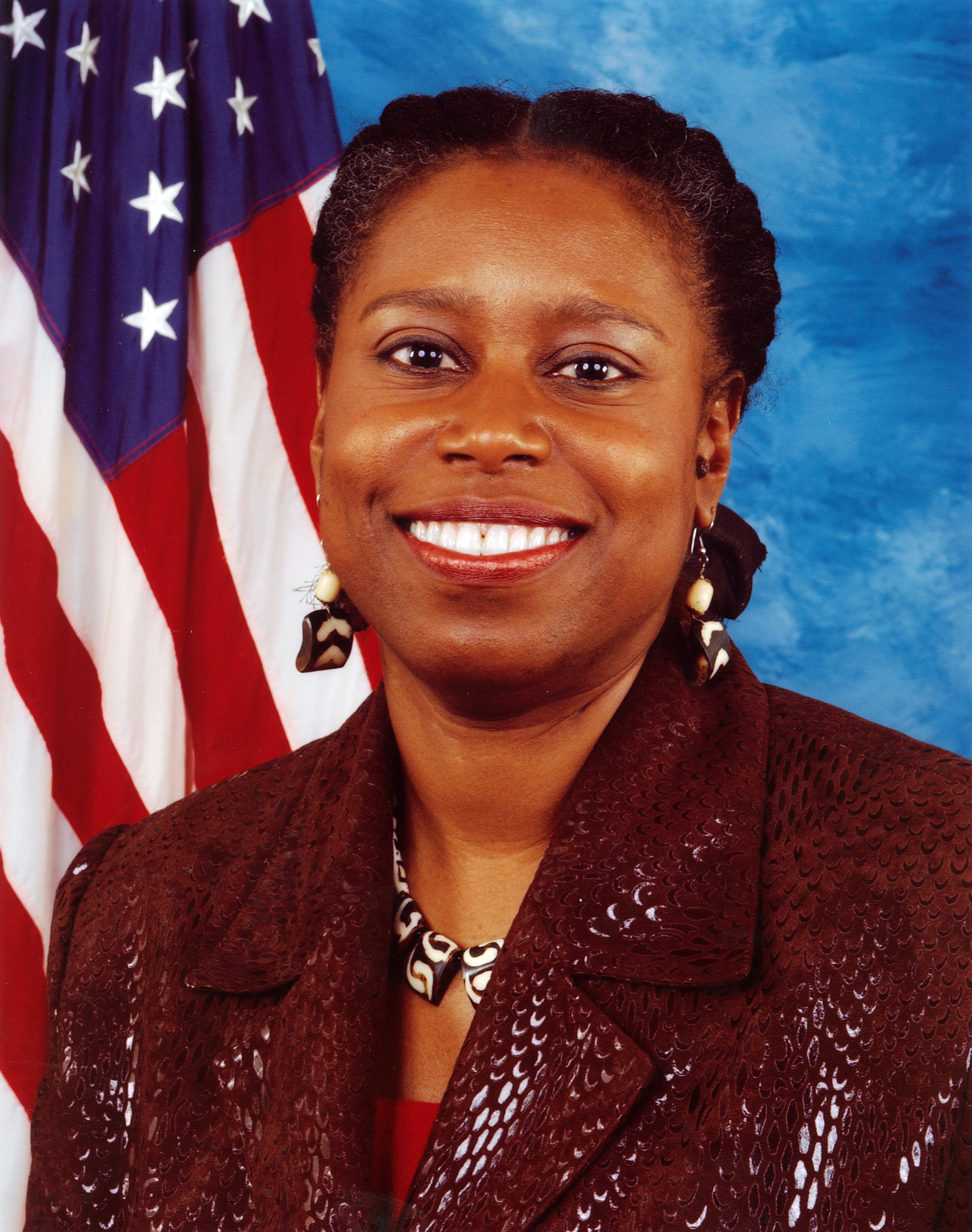
Cynthia McKinney

1. Missouri 0,13 %
2. Severní Karolína 0,33 %
3. Indiana 1,04 %
4. Nebraska – druhý distrikt 1,19 %
5. Montana 2,26 %
6. Florida 2,82 %
7. Ohio 4,54 %